# Whitestown (Wisconsin)
Whitestown es un pueblo ubicado en el condado de Vernon en el estado estadounidense de Wisconsin. En el Censo de 2010 tenía una población de 502 habitantes y una densidad poblacional de 5,54 personas por km².

## Geografía
Whitestown se encuentra ubicado en las coordenadas 43°41′13″N 90°38′12″O / 43.68694, -90.63667. Según la Oficina del Censo de los Estados Unidos, Whitestown tiene una superficie total de 90.69 km², de la cual 90.34 km² corresponden a tierra firme y (0.38%) 0.34 km² es agua.

## Demografía
Según el censo de 2010, había 502 personas residiendo en Whitestown. La densidad de población era de 5,54 hab./km². De los 502 habitantes, Whitestown estaba compuesto por el 99.2% blancos, el 0% eran afroamericanos, el 0% eran amerindios, el 0.6% eran asiáticos, el 0% eran isleños del Pacífico, el 0.2% eran de otras razas y el 0% pertenecían a dos o más razas. Del total de la población el 0.6% eran hispanos o latinos de cualquier raza.